# 窄叶荛花
窄叶荛花（学名：Laplacea chuii）为山茶科南美大头茶属的植物，是中国的特有植物。分布于中国大陆的海南等地，多生长在山谷阴湿地、石上、水边及疏林中，目前尚未由人工引种栽培。